# إدراك موزع نفسيا

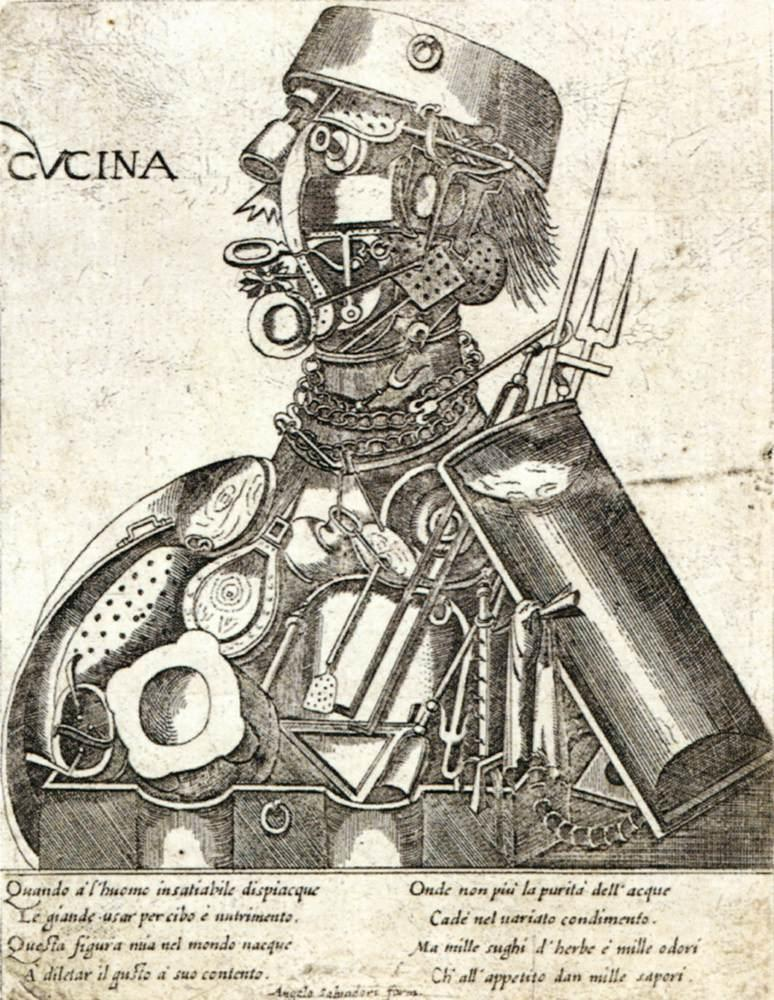

الإدراك الموزع عبارة عن نظرية نفسية وضعها العالم إدوين هاتشينز في منتصف ثمانينيات القرن العشرين. ومن خلال تبنيها بعض الأفكار من مجالات علم الاجتماع, والعلوم الاستعرافية، وعلم نفس ليف سيمينوفيتش فيغوتسكي (راجع علم النفس الثقافي التاريخي)، يتبين أنها تركز على الجوانب الاجتماعية للإدراك. فتعمل تلك النظرية بمثابة إطار عمل (وليس أسلوب) قائم على التنسيق بين الأفراد، والأشكال المادية والبيئة. وتشتمل على عدة مكونات رئيسية:
1. تجسيد المعلومات التي يتم تضمينها في تمثيلات التفاعل
2. تنسيق عمليات التمثيل بين الوكلاء الذين تم تجسيدهم
3. المساهمات البيئية في النظام البيئي المعرفي

وذلك يعني، أن هذا المصطلح يرمز إلى الإدراك باعتباره عملية من المعلومات التي يتم الحصول عليها من خلال التفاعل مع الرموز من جميع أنحاء العالم. وبالتالي فهو يشمل كل الظواهر المسؤولة عن هذه العملية ويقوم بتسميتها باعتبارها عناصر بيئية لأحد الأنظمة البيئية المعرفية. وفي هذا الإطار، يرمز النظام البيئي إلى البيئة التي تتجمع بها العناصر البيئية وتتفاعل فيما بينها فيما يتعلق بعملية معرفية محددة. وبعد ذلك يتم تشكيل الإدراك من خلال عملية تنبيغ المعلومات عبر الأشكال الممتدة والمجسدة، وتتشكل التمثيلات نتيجة تفاعلاتها وكذا التوزيع المراعي لتلك التمثيلات تجاه أحد الأهداف المعرفية.
يعد الإدراك الموزع أحد فروع العلوم الاستعرافية والتي تفترض أن المعرفة والإدراك البشري لا يقتصر على الفرد فحسب. بل يتعدى أكثر من ذلك، فيتم توزيع هذا الإدراك من خلال إضفاء الذكريات أو الحقائق أو المعرفة على الأجسام أو الأفراد أو الأدوات التي تتواجد في بيئتنا. كذلك، يعد الإدراك الموزع نهجًا مفيدًا حيث أنه يقوم بـ (إعادة) تصميم الأشكال الاجتماعية للمعرفة من خلال تركيز الاهتمام على الفرد وبيئته/بيئتها التي يعيش بها. وينظر الإدراك الموزع لأي نظام باعتباره مجموعة من التمثيلات ونماذج لتبادل المعلومات بين تلك التمثيلات. ويمكن أن تتواجد تلك التمثيلات إما في المساحة العقلية للمشاركين أو قد تكون تمثيلات خارجية تتوافر في البيئة.
يمكن تصنيف هذه الفكرة التجريدية إلى ثلاثة أنواع متميزة من العمليات.
1. يمكن توزيع العمليات المعرفية عبر الأعضاء المتواجدين داخل مجموعة اجتماعية.
2. يمكن توزيع العمليات المعرفية من منطلق أن عملية النظام المعرفي تتضمن التنسيق بين البنية الداخلية والخارجية (المادة أو البيئة).
3. يمكن توزيع العمليات مع مرور الوقت، بتلك الطريقة التي نضمن بها أن تعمل منتجات الأحداث السابقة على تغيير طبيعة الأحداث ذات الصلة.

## الأبحاث الأولى
يعتقد جون ميلتون روبرتس أنه يمكن اعتبار التنظيم الاجتماعي بمثابة إدراك يظهر داخل جماعة مشتركة (Roberts 1964). واتجه جون لوصف الجوانب المعرفية لمجتمع ما من خلال النظر إلى المعلومات الحالية واكتشاف كيفية انتقالها عبر الأشخاص داخل المجتمع.
اقترح دانيال شوارتز (1978) إجراء توزيع الإدراك من خلال الثقافة وكذا توزيع المعتقدات عبر الأفراد المتواجدين داخل المجتمع.
في عام 1999, أشار كافريل سالومون إلى وجود فئتين من الإدراك التوزيعي: الإدراك المشترك والتفريغ. فيرمز الإدراك المشترك إلى المعارف التي يتقاسمها الأشخاص من خلال الأنشطة المشتركة كالمحادثات التي تُجرى بينهم على سبيل المثال؛ حيث يصبح هناك تغيير مستمر في الإدراك على حسب مدى استجابات الشخص الآخر. ومن الأمثلة التي توضح معنى التفريغ عند استخدام آلة حاسبة لإجراء عمليات حسابية أو إنشاء قائمة بطلبات البقالة عند الذهاب للتسوق. وبهذا المعنى، يتم تفريغ الواجبات المعرفية في كائن مادي.

## التطبيقات
لقد تم تطبيق مبدأ الإدراك الموزع باعتباره نظرية التعلم، على سبيل المثال، الطريقة التي عن طريقها يتم عزو التطور المعرفي إلى نظام التفكير الذي يتفاعل العملاء من خلاله ديناميكيًا مع المواد، على نطاق واسع في مجال التعلم عن بعد, وبخاصة فيما يتعلق بـ التعلم التعاوني القائم على الكمبيوتر (CSCL) وغيرها من أدوات التعلم القائمة على الكمبيوتر. ويوضح الإدراك الموزع عملية التفاعل التي تتم بين الأشخاص والتقنيات لتحديد أفضل السبل التي يمكن اتباعها لتمثيل الموارد الرقمية وتخزينها وسهولة الوصول إليها، فضلًا عن غيرها من الموارد الأخرى.
يعد التوسيم التعاوني على الشبكة العنكبوتية العالمية واحدًا من أحدث التطورات التي شهدها الدعم التقني في مجال الإدراك الموزع. وقد بدأ في عام 2004 وسرعان ما أصبح معيارًا متوفرًا على المواقع الإلكترونية، حيث يتيح للمستخدمين إمكانية تحميل أو اختيار المواد (على سبيل المثال الصور أو ملفات الموسيقى أو النصوص أو المواقع الإلكترونية) وإرفاق العلامات بهذه المواد. ويكون لك حرية اختيار تلك العلامات، فتشبه تلك العلامات الكلمات الأساسية. وفي نفس الوقت، يمكن لمستخدمين آخرين التصفح باستخدام تلك العلامات؛ فيعمل النقر فوق واحدة من العلامات على توصيل المستخدم إلى المواد المعلمة بطريقة مماثلة. علاوةً على ذلك، تعمل العلامات على تمكين غيمة الوسوم والتي ترمز بشكل بياني إلى شعبية تلك العلامات، مما يدل على وجود علاقات ارتباطية بين العلامات وبالتالي إمكانية الانتقال من علامة إلى أخرى.
يمكن ملاحظة مفهوم الإدراك الموزع كذلك في الثقافات والمجتمعات. فيمكن النظر إلى تعلم عادات معينة أو اتباع تقاليد معينة باعتباره إدراك يتم توزيعه على مجموعة من الأشخاص. ويمثل استكشاف الإدراك الموزع عبر جماعة أو ثقافة ما إحدى الطرق التي يمكننا من خلالها فهم الكيفية التي قد تعمل بها.
في ظل الأبحاث الجديدة التي أجريت في هذا المجال، يتبين أن المفهوم الشامل للإدراك الموزع يعزز فهم التفاعلات التي تتم بين البشر والآلات والبيئات.

## المجازات والأمثلة
يمكن ملاحظة مفهوم الإدراك الموزع عند استخدام ورقة وقلم رصاص لحل مشكلة حسابية معقدة. فقد يتجه الشخص الذي يواجه هذه المشكلة إلى التحدث مع صديق له لإيضاح المشكلة، ومن ثَم يجب عليه كتابة إجابات جزئية على ورقة حتى يتمكن من تتبع كل الخطوات في العملية الحسابية. وفي هذا المثال، يمكن ملاحظة أجزاء الإدراك الموزع في:
- تحديد المشكلة، بالتعاون مع شخص آخر,
- القيام بإجراءات المعالجة/الحسابية، بإدارة العملية الحسابية في عقل الشخص وكذا من خلال تدوين الإجابات الجزئية الناتجة.

ولا تتطلب عملية حل المسألة ضرورة الإسهام بإدراك وفكر شخصين فحسب، بل تستلزم كذلك استخدام أداة (الورق) لتوسيع ذاكرة الفرد. وبهذه الطريقة يمكن توزيع الذكاء، بين الأشخاص، وكذلك بين الشخص والمادة محل الدراسة على حد سواء.
تتمثل المجازات الأخرى التي تدلل على استخدام الإدراك الموزع في طائرة والطاقم الذي على متنها. لا تكمن الأهمية في الأداء والخبرة المعرفية التي يتمتع بها أي شخص بمفرده أو التي تتميز بها آلة واحدة كأحد عوامل توفير الرفاهية لنا. بل يكمن في الإدراك الذي يتم توزيعه على الأفراد وأجهزة الاستشعار والآلات سواء في الطائرة أو على الأرض، ومن بينها على سبيل المثال لا الحصر الطيارين وطاقم الطائرة ككل.
كذلك، درس هاتشينز مجاز آخر يوضح مفهوم الإدراك الموزع داخل إطار الإبحار على أحد السفن التابعة للبحرية الأمريكية. وفي كتابه USS Palau (هاتشينز, 1996), يتناول هاتشينز بوصف تفصيلي كيف يظهر الإدراك الموزع من خلال التفاعل بين أفراد الطاقم؛ حيث يقومون بترجمة المعلومات ومعالجتها ونقلها إلى مختلف الحالات التمثيلية حتى يتم الإبحار بالسفينة بأمان. وفي هذه الوحدة الوظيفية، يلعب أفراد الطاقم (على سبيل المثال، مشغلو بطاقة البوصلة الثابتة، وآخذو الاتجاه الزاوي، وراسمو الخطط وقائد السفينة) دور العناصر الفاعلة التي تعمل على نقل المعلومات إلى مختلف الحالات التمثيلية (على سبيل المثال التثليث، وأنابيب رؤية المعالم، والاتجاهات الزاوية والخرائط). وفي هذا السياق، تتجسد الملاحة في تضافر الجهود بين العناصر الفاعلة في هذه الوحدة الوظيفية.